# Erik Sumo Band
Az Erik Sumo Band magyar zenekar, Tövisházi Ambrus, az egykori Amorf Ördögök zeneszerzője és billentyűs-énekese kezdeményezésében alakult 2005-ben, szerzői lemezének élő előadására.

## A zenekar története
Az Erik Sumo Band 2005-ben alakult.
A 60-as, 70-es évek popzenéjéből merítő zenekar több stílust ötvöz: a blues, az elektronika, a barkács-pop, a pszichedelikus rock és világzene elemei egyaránt előfordulnak számaikban.
A zenekar legismertebb slágere a My Rocky Mountain, mely a szintén ezt a nevet viselő első albumuk címadó dala. A második album legismertebb slágere a Disco In My Head című dal. A The Trouble Soup című album 2010 februárjában Európa több országában is megjelent.
2010 októberében a zenekarból  kilépett Harcsa Veronika. 2011 szeptemberében Császári Gergely csatlakozott a csapathoz.
A zenekar 2012 februárjában bejelentette működésének szüneteltetését, majd február 24-én megtartotta búcsúkoncertjét a budapesti Akvárium Klubban.
2013. december 29-én újra összeállt a zenekar a klasszikus felállásban Harcsa Veronikával, hogy koncertet adjon az A38 Hajón.
Azóta is adnak koncerteket, és készülnek új albumok.
2019-ben Kutzora Edina vette át a zenekarban Harcsa Veronika helyét, aki az új lemezeken is közreműködik.

## Tagok
- Tövisházi Ambrus: billentyűs hangszerek, ének
- Kutzora Edina: ének
- Kiss Erzsi: ének
- Drapos Gergely: basszusgitár
- Pápai István: ütőhangszerek
- Mészáros Ádám: gitár
- Gáspár Gergely: dob

### Régebbi tagok
- Fábián Juli: ének
- Harcsa Veronika: ének
- Császári Gergely: ének
- Dudás Zsombor: dob
- Farkas Zoltán: gitár
- Nagy István: gitár
- Balahoczky István: basszusgitár
- Farkas Zoltán: dob

## Albumok
- My Rocky Mountain (2005, Pulver Records)
- The Trouble Soup (2009, Megadó Kiadó illetve 2010, Le Pop Musik)
- The Ice Tower (2011, Szerzői kiadás)
- The Ice Tower in Dub (Remixalbum - 2011, Szerzői kiadás)
- Mount Fuji (2019, Szerzői kiadás)
- Words Volume One + Volume Two (dupla album, 2022 Szerzői kiadás)

### EP-k és kislemezek
- Real Moustache EP (2005, Pulver Records)
- My Rocky Mountain Remixed #1 (2006, Pulver Records)
- My Rocky Mountain Remixed #2 (2006, Pulver Records)
- Disco in My Head (2010, Le Pop Musik)
- The Trouble Soup Remixes Vol. 1 (2010, Chi Recordings)
- The Trouble Soup Remixes Vol. 2 (2010, Chi Recordings)
- The Trouble Soup Remixes Vol. 3 (2010, Chi Recordings)
- Twilight at the Zoo Vol. 1 (2011, Szerzői kiadás)
- Twilight at the Zoo Vol. 2 (2013, Szerzői kiadás)
- Run into the wild (2020, Budabeats)